# Dubinki (rejon mościski)
Dubinki (ukr. Дубинки) – wieś na Ukrainie, na terenie obwodu lwowskiego, w rejonie jaworowskim (do 2020 roku w rejonie mościskim). 